# فهرست خیابان‌های اصلی کرج
فهرست خیابان‌های اصلی شهر کرج، مرکز استان البرز ایران:

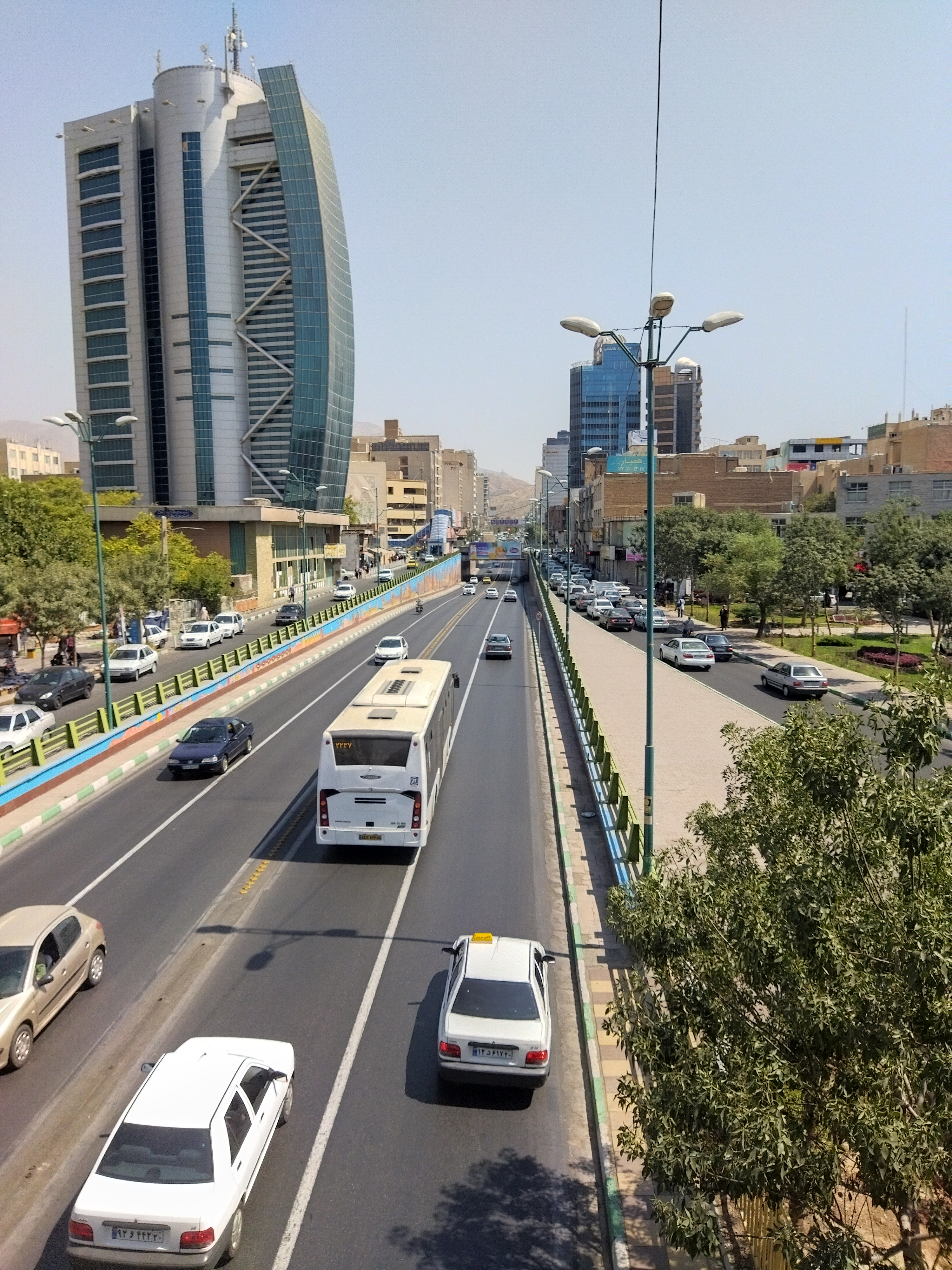
بلوار بهشتی

## آ
- آیت الله طالقانی
- آیت الله دستغیب
- آیت الله مدنی
- آزادی
- آزادی شمالی
- آزادی (بلوار طالقانی)
- آخوندی

## ا

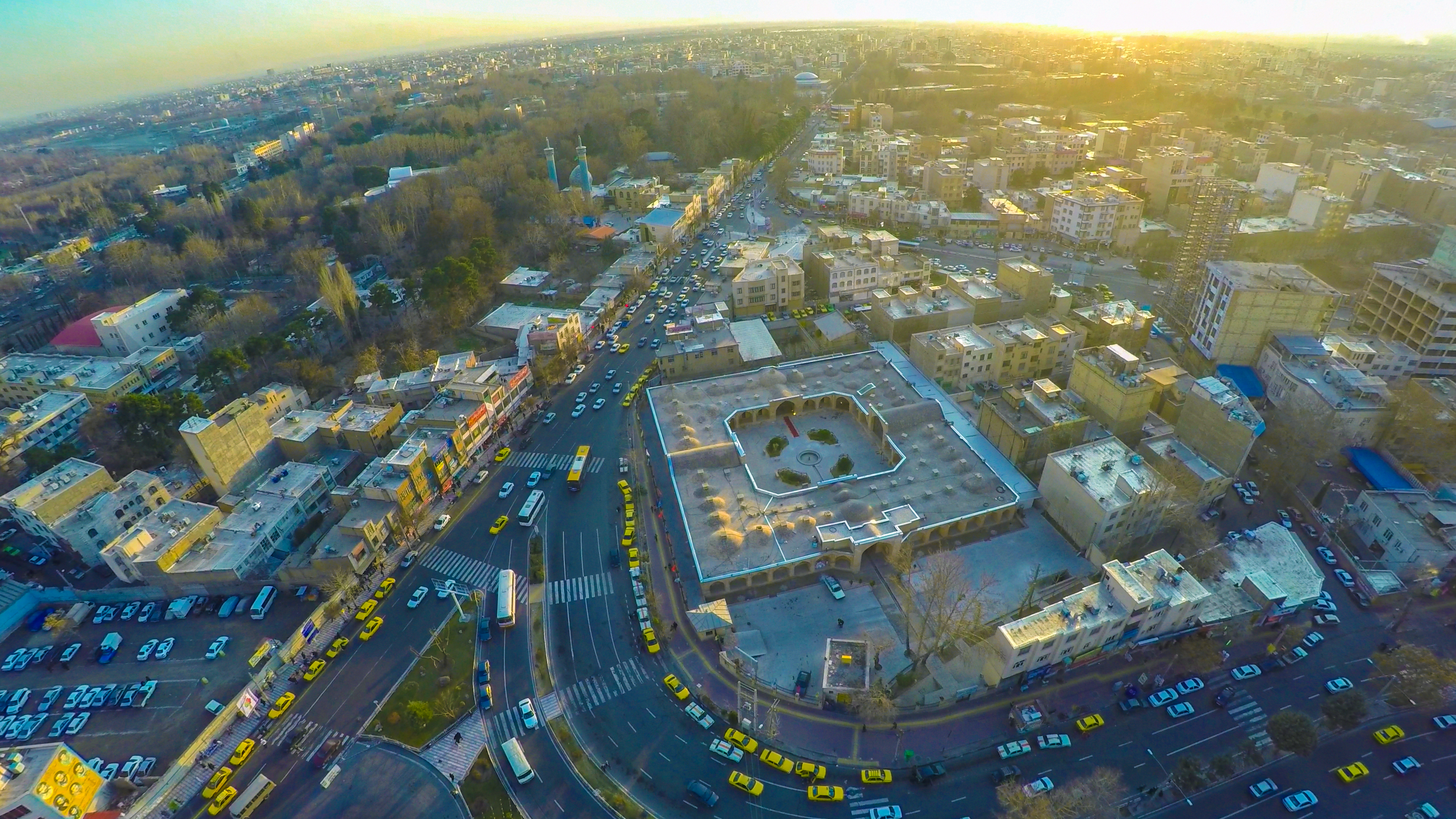
بلوار امامزاده حسن

- امیری
- اقاقیا
- اشکان
- استقلال
- ارکیده
- احمدی
- امامزاده حسن
- اختر غربی
- اختر شرقی
- ارغوان غربی
- ارغوان شرقی
- ابوذر
- انقلاب
- امامزاده محمد
- ایران زمین
- امام خمینی
- الغدیر
- ابن سینا
- اقبال لاهوری
- ابوسعید
- استاندارد

## ب
- برخورداری
- برادران مصطفائی
- بعثت
- بابائی
- بیگی
- بزرگمهر شرقی
- بزرگمهر غربی
- بهار (شهید شرع‌پسند)
- بیژن

## پ
- پانزده متری المهدی
- پونه
- پونه شرقی
- پاسداران
- پیشاهنگی

## ت
- تعاون
- توحید

## ج

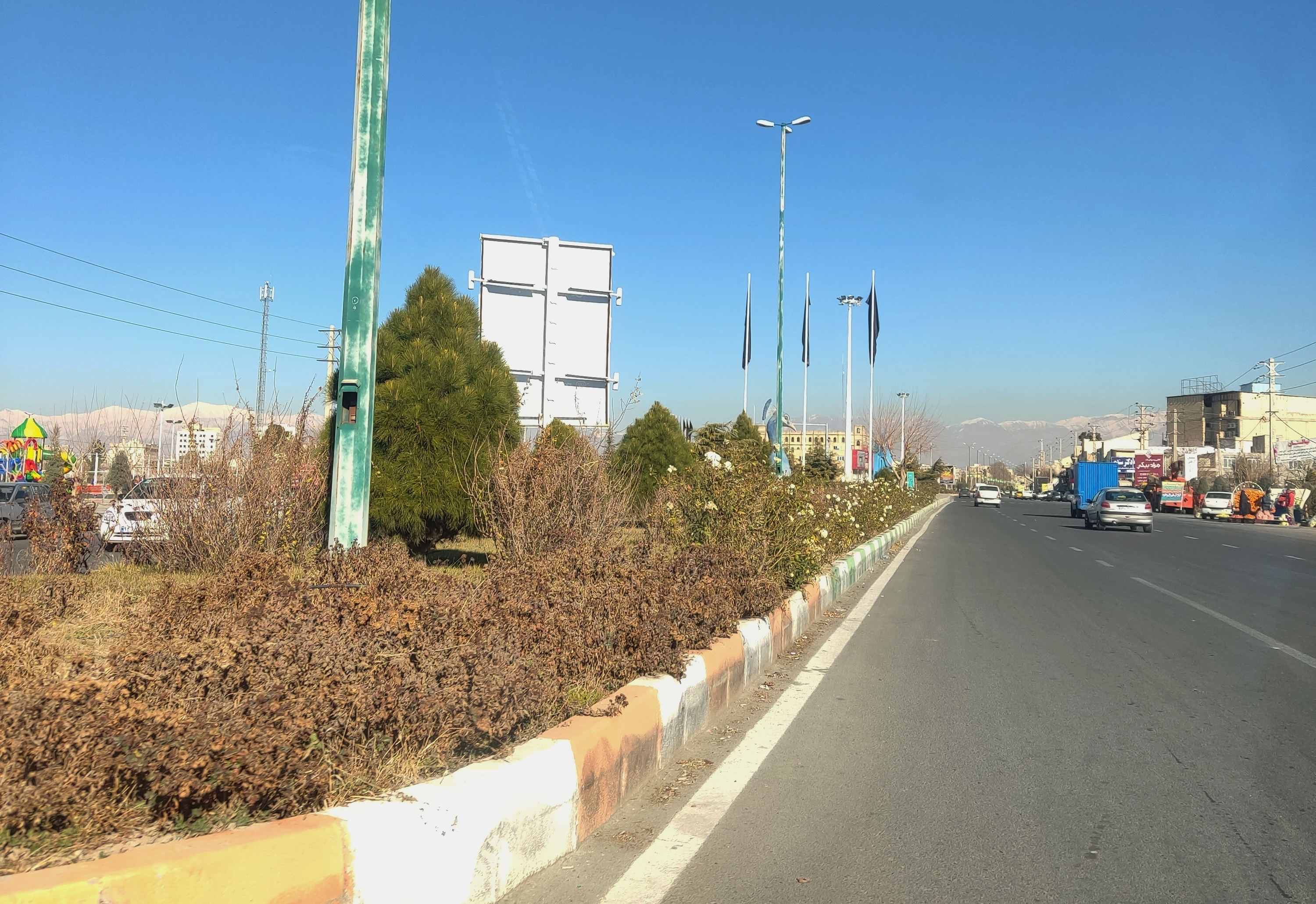
جاده ماهدشت

- جاده گلستان یکم
- جاده مردآباد
- جاده ملارد
- جانبازان

## چ
- چهل و پنج متری گلشهر

## ح
- حافظ

## د
- داریوش (قائم)
- دهقان ویلای اول
- دهقان ویلای دوم
- درختی

## ر
- رسالت
- رجایی

## ز
- زنبق
- زکریای رازی

## س
- سرو
- سرتیپ نیاکی
- سرباز گمنام
- سید نصیر
- ساسانی (شهید صدوقی)

## ش

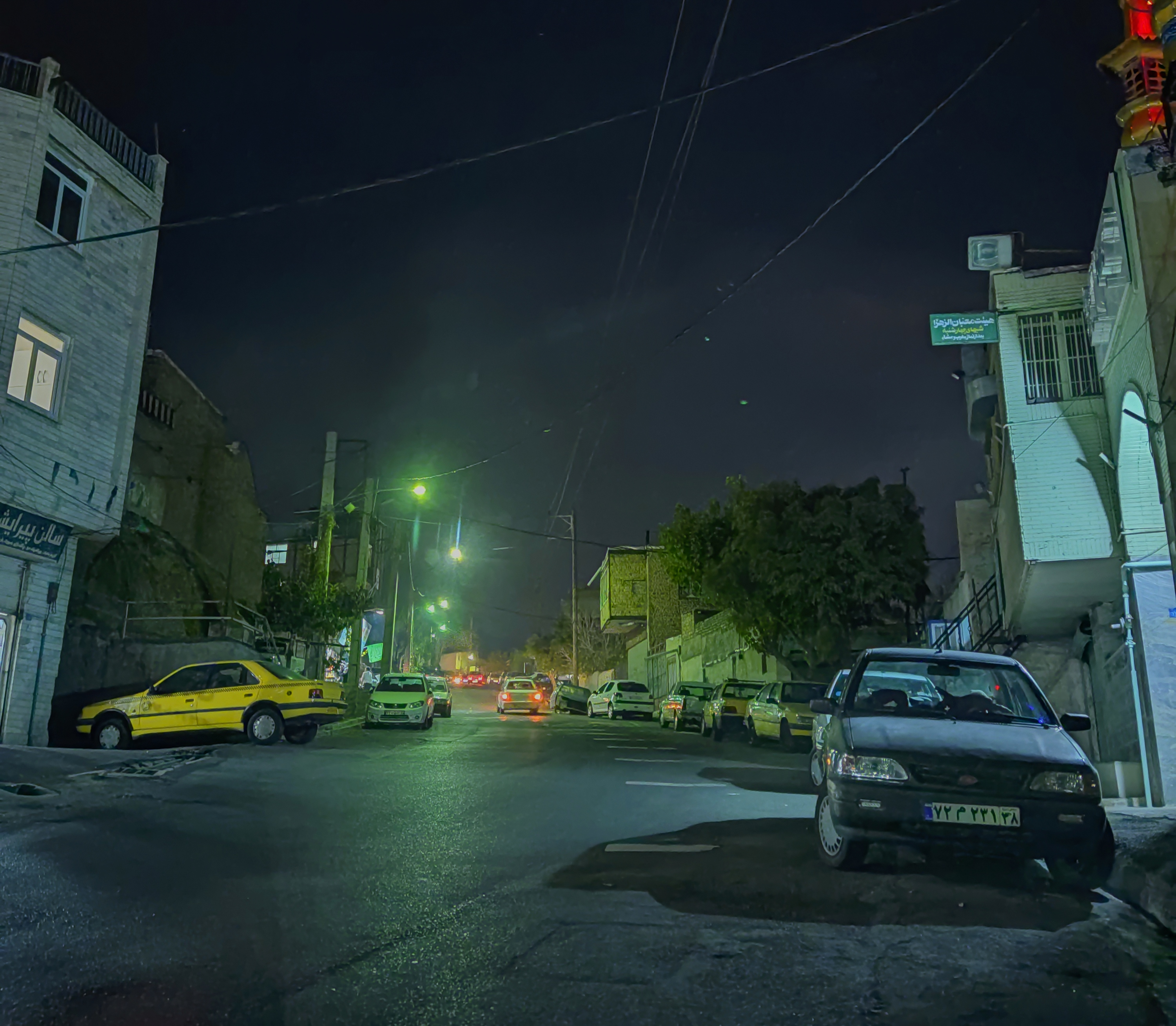
بیست متری شریعتی

- شریعتی
- شهید زره بان
- شهید بهشتی
- شهید چمران
- شهید ترابی
- شهید جنیدی
- شهید رمضانی
- شهید حدادی
- شهید سراج
- شهید صمد نقدی
- شهید ساجدی
- شهید محمودی
- شهید مطهری
- شهید صدوقی
- شهید مدرس
- شهید سیدی
- شهید گیوه‌گش
- شهید محمدی
- شهید شریفی
- شهید حمید شمس
- شهدای دانش‌آموز
- شاهین ویلا
- شاهد

## ف
- فروردین
- فردوس
- فردوسی
- فرشید فر
- فاطمیه

## ق
- قلم

## ک
- کاج (بسیج)
- کلکسیون
- کرج - قزوین

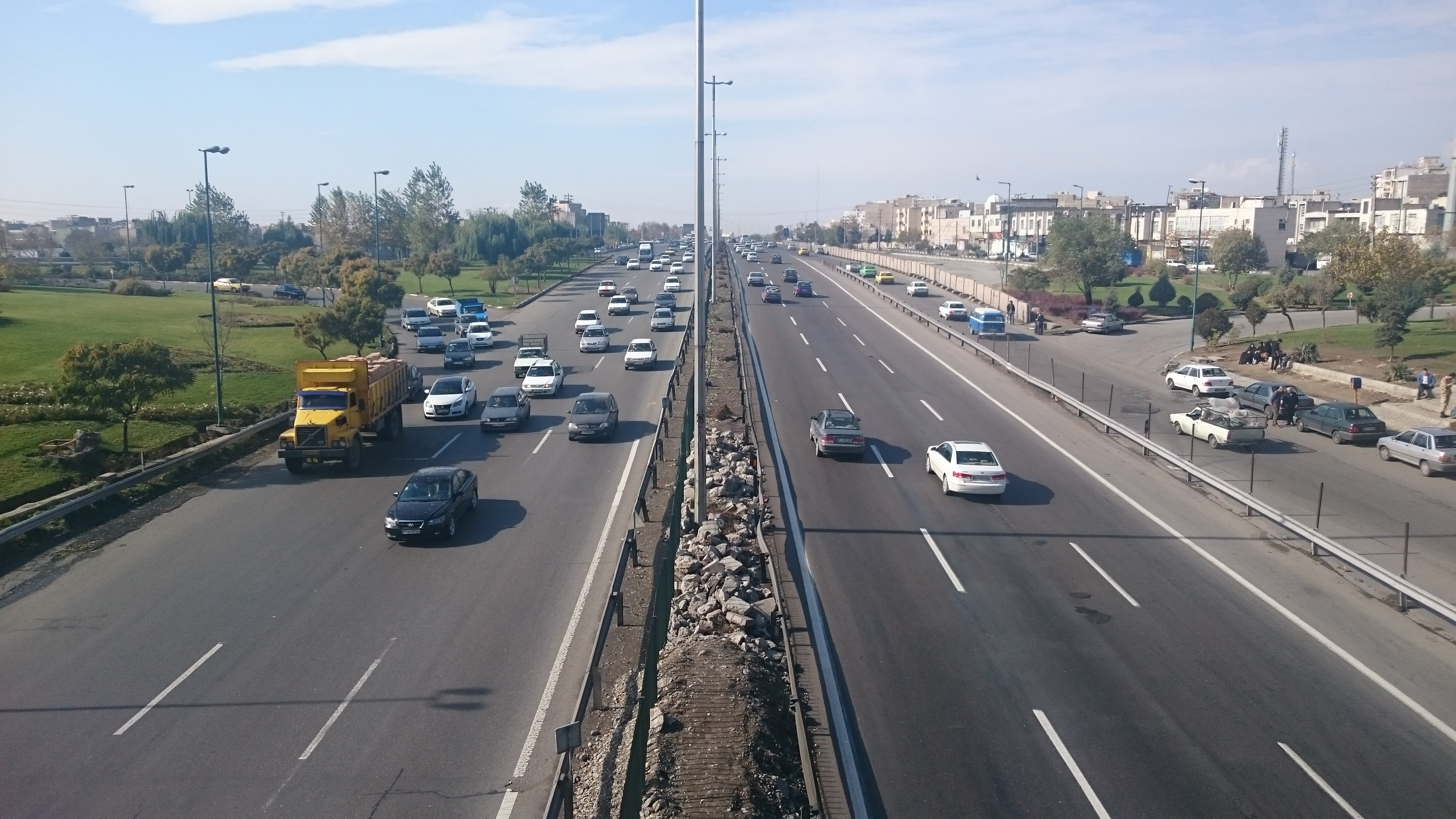
کرج - قزوین

- کمربندی کرج - بیلقان (شهید انصاری)

## گ

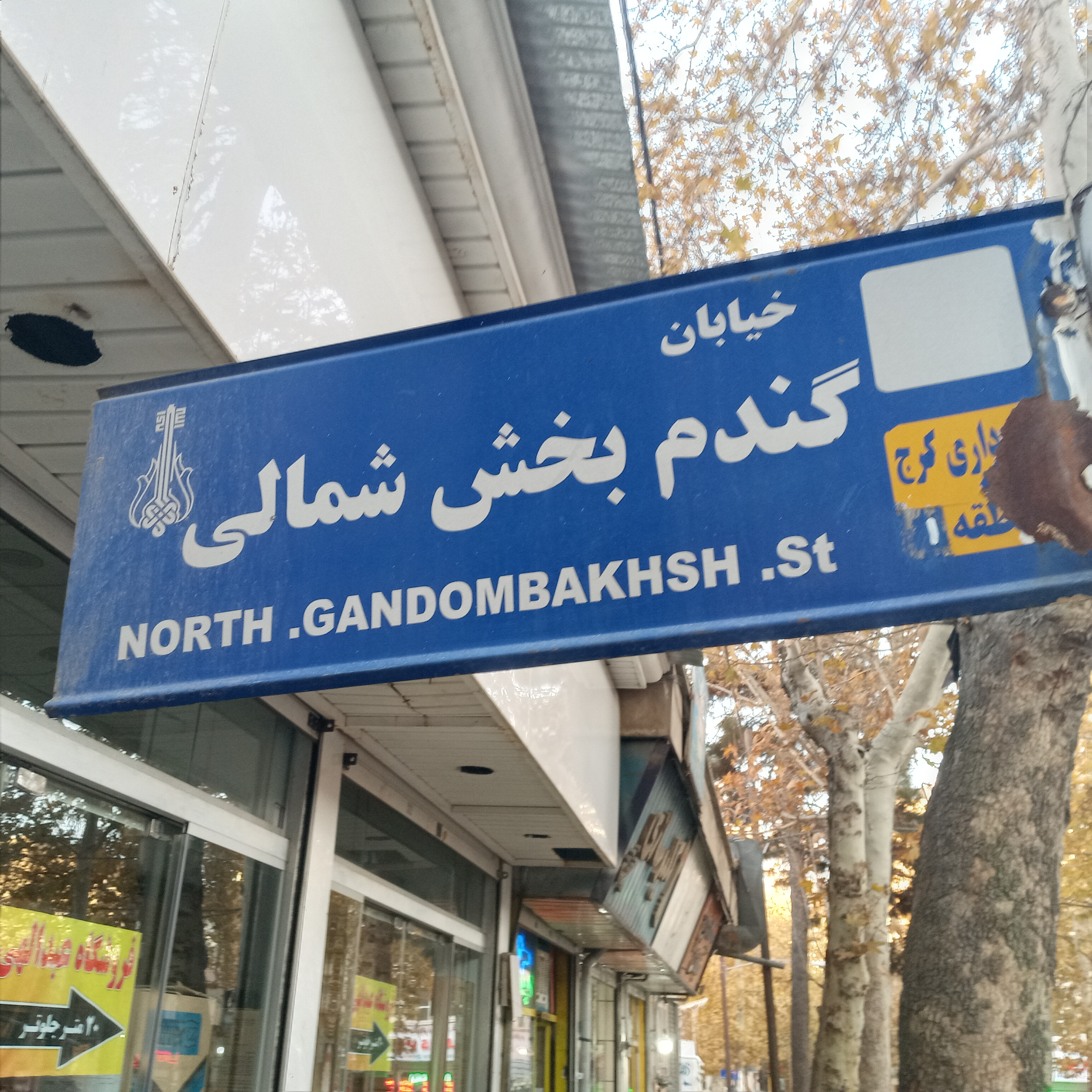
گندم بخش

- گلزار غربی
- گلزار شرقی
- گلشهر
- گلستان ۲۱

## ل
- لادن چهر

## م
- معظمی
- مطهری
- مانی
- ماهان شرقی
- ماهان غربی
- مفتح
- محمدی

## ن
- نرگس
- ندا
- نبوت
- نامجو

## و
- وحدت
- والفجر

## ه
- هوشیاری
- هجرت
- هفت تیر
- هلال احمر

## ی
- یکم غربی